# Varron (écrivain)
Pour les articles homonymes, voir Varron et Terentius Varro.
Varron (Marcus Terentius Varro) est un écrivain, savant et magistrat romain de condition équestre, né à Reate (auj. Rieti), en Sabine, en 116 av. J.-C. et mort en 27 av. J.-C. Ses écrits, dont l'essentiel ne nous est pas parvenu, apportent quelques éclairages sur l'étymologie des mots latins et l'organisation des connaissances à Rome à la fin de la République.

## Biographie
Marcus Terentius Varro naît en 116 av. J.-C., à Réate, en Sabine. Il est membre de l'ordre équestre.
Il fut l'élève d'Accius et des grammairiens Aelius Stilo et Tyrannion. Leur influence apparaît dans les œuvres philologiques de Varron.
Avant 90 av. J.-C., Varron est un des tresviri capitales,,. Vers 85 av. J.-C., il est questeur. En 78 et 77 av. J.-C., il est légat en Illyrie.
De 76 à 72 av. J.-C., il participe comme légat et proquesteur à la campagne menée en Espagne par Pompée contre Sertorius. Il en profite pour faire des observations sur les pratiques d'agriculture et d'élevage, dont on retrouve la trace dans le De re rustica. En 70, il est tribun de la plèbe,,. En 67, il est de nouveau aux côtés de Pompée dans la guerre contre les pirates, menée en vertu de la lex Gabinia ; il se voit confier la surveillance d'un secteur allant de la Sicile vers Délos. En 59 av. J.-C., il est un des vigintiviri chargés de la distribution de l'ager Campanus, en application de la loi agraire de César. Il parvint au rang de préteur,.
En 49 av. J.-C., pendant les guerres civiles romaines, il est légat de Pompée en Hispanie ultérieure, contre Jules César. Cette province et ses légions se ralliant à César, Varron capitule et se rend à ce dernier. En 47, Marc Antoine s'installe dans sa villa de campagne à Casinum dans le Latium et, selon Cicéron, y mène les pires orgies.
Ayant obtenu le pardon de César, il se rallie à lui. En 45 av. J.-C., César le charge de l'organisation des premières bibliothèques publiques de Rome,,,.
Après l'assassinat de César aux ides de mars 44 av. J.-C., la guerre civile reprend. En 43 av. J.-C., les triumvirs — Marc Antoine, Octavien et Lépide — proscrivent environ 300 sénateurs ou chevalier, dont Varron. Au cours de sa proscription, ses bibliothèques sont pillées. Quintus Fufius Calenus le cache dans une propriété de campagne. Sa proscription prend fin au plus tard en 40 av. J.-C., date de la mort de Fufius Calenus.
Varron abandonne alors totalement la carrière politique pour se consacrer au savoir et à l'écriture. Il meurt en 27 av. J.-C.,. D'après Pline l'Ancien, son corps est enveloppé de feuilles de myrte, d'olivier et de peuplier noir puis placé dans un sarcophage de terre cuite,. 

### Famille
Varron est l'époux d'une Fundania, fille de C. Fundanius, tribun de la plèbe en 68 av. J.-C.,,. Ses deux oncles maternels sont L. Corfidius, chevalier mort avant 44 av. J.-C., et un Corfidius dont le prænomen n'est pas connu,,.
Il était de la famille de Gaius Terentius Varro, consul en -216, Marcus Terentius Varro Lucullus et Aulus Terentius Varrus Murena, consul en -23, assassiné.

### Propriétés
Varron est un « grand propriétaire ». Il devient propriétaire à Cumae et à Tusculum ainsi qu'à Casinum où il pratique un « luxueux et lucratif élevage d'oiseaux ». Il parcourt souvent ses propriétés qui produisent notamment des figues et du miel. Il possède également des troupeaux de moutons.

## Œuvres
Pour Quintilien, Varron est « le plus savant des Romains », ; pour Plutarque, « le plus savant des Romains dans l'histoire », ; pour Columelle, un « écrivain remarquable », ; et, pour Symmaque, « le père de l'érudition latine ».
Il est l'auteur de près de 600 volumes, mais seule une cinquantaine nous est parvenue en plusieurs fragments, alors que la seule œuvre complète est le De re rustica. Cette œuvre est considérée comme une importante contribution au développement des encyclopédies, en raison de l'idée très claire que Varron se faisait de l'organisation du savoir. Ainsi, les Disciplinarum consacraient chaque livre à un sujet distinct, en l'occurrence les sept arts libéraux.
- Son Antiquitates rerum consacrait les 25 premiers livres aux affaires humaines et les 16 suivants aux divinités[38]. Cet érudit est réputé avoir fixé le premier de façon intangible la date de la création de Rome à l'an 753 av. J.-C., référence employée officiellement par l'administration romaine après lui.
- Le De re rustica libri III : Économie rurale[39] est un traité d'agriculture en trois volumes, dont nous avons conservé la totalité ; ce sont trois livres adressés à sa femme Fundania[40] : l'art du cultivateur, les troupeaux, l'économie rurale ;
- De lingua latina en 25 livres : De la langue latine fut longtemps une référence pour les grammairiens latins et nous en avons conservé le quart ;
- les Satires Ménippées : poèmes satiriques, dont seuls quelques fragments nous sont parvenus ;
- Les Epistulae (« Lettres ») et les Epistolicae quaestiones (« Questions épistolaires ») [éd. Bipont, éd. Wolff] ne sont connues que fragmentairement.

Ouvrages perdus dont il ne reste que des fragments :
- Saturarum Menippearum libri CL, satires imitées du philosophe cynique Ménippe de Sinope, en 150 livres, dont 90 nous sont disponibles, et quelque 600 fragments[37] ;
- Antiquitates rerum humanarum et divinarum (it) (ou encore Antiquitates rerum humanarum et divinarum libri XLI, « Des choses humaines et divines antiques », en 41 livres) : ouvrage de nature encyclopédique dont certaines parties servirent de référence aux pères de l'Église chrétienne en matière de religion romaine païenne ;
- Logistoricon libri LXXVI ;
- Hebdomades vel de imaginibus ;
- Disciplinarum libri IX : ouvrage consacré aux sept arts libéraux.